# Sinfonieorchester Hiroshima

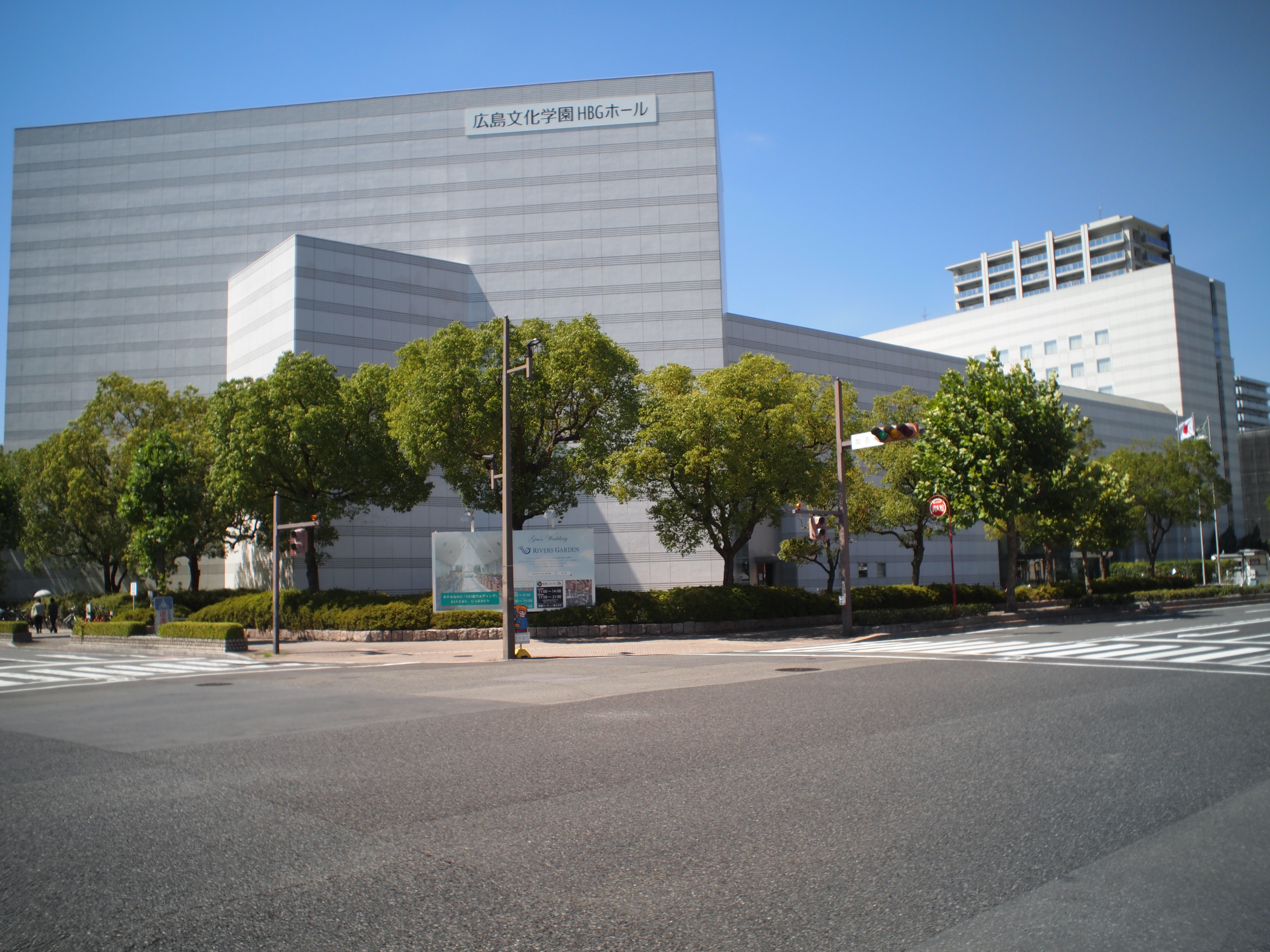
Bunka Koryu Kaikan Hiroshima

Das Sinfonieorchester Hiroshima (japanisch 公益財団法人 広島交響楽団, Kōeki Zaidan Hōjin Hiroshima Kōkyō Gakudan, kurz: 広響, Hirokyō) ist ein professionelles japanisches Sinfonieorchester, das 1963 als Hiroshima Shimin Kōkyō Gakudan (広島市民交響楽団, „Hiroshima Civic Symphony Orchestra“) gegründet wurde. Die Umbenennung in Hiroshima Symphony Orchestra erfolgte 1970. Das Orchester ist reguläres Mitglied der japanischen Orchester-Vereinigung.

## Überblick
Das Anliegen des Orchesters ist Musik und Frieden zu verbinden und durch Musik Frieden zu befördern. Als Logo hat das Orchester daher eine Taube gewählt, die eine Musiknote im Schnabel trägt und deren Flügel aus den Buchstaben des Orchesternamens h-s-o für Hiroshima Symphony Orchester gebildet wird. Gegenwärtiger Musikdirektor ist Tatsuya Shimono, Friedens- und Musikbotschafterin ist die Pianistin Martha Argerich.
1972 erhielt das Orchester vom Bildungsausschuss der Präfektur Hiroshima den Status einer Körperschaft öffentlichen Rechts und wurde als professionelles Orchester reorganisiert. 1984 wurde Watanabe Akeo Musikdirektor des Orchesters. Ein Jahr später führte das Orchester unter der Leitung von Ikuma Dan dessen Sinfonie Nr. 6 „Hiroshima“ auf.
Zur 100. Aufführung 1988 spielte das Orchester unter der Leitung von Ken Takaseki das Violinkonzert von Tschaikowski mit Cho-Liang Lin an der Violine und die 1. Sinfonie von Gustav Mahler. 1991 folgte eine Europa-Tournee mit Musikdirektor Yoshigazu Tanabe. 1994 führte das Orchester in Polen Krzysztof Pendereckis Werk „Klagelied für die Opfer von Hiroshima“ („Threnody to the Victims of Hiroshima“), komponiert 1960, auf. Ein Jahr später folgte zum 50. Jahrestag des Weltkriegsendes eine Aufführung von Toshio Hosokawa „Hiroshima Requiem“ und Ikuma Dans Hiroshima-Sinfonie.
Seit zehn Jahren gibt das Orchester regelmäßig Abonnentenkonzerte in der Hiroshima Bunka Gakuen HBG Hall. Das Orchester erhielt im Laufe seines Bestehens zahlreiche Auszeichnungen, wie den Hiroshima Kulturpreis und den chinesischen Kulturpreis.

## Ehemalige Musikdirektoren des Orchesters
- 1976–1984 Tagashira Tokuji[1]
- 1984–1986 Watanabe Akeo
- 1986–1990 Takaseki Ken
- 1990–1994 Tanaka Yoshikazu
- 1994–1998 Naohiro Totsuka
- 2002–2004 Hong-Jae Kim (Dirigent)
- 1998–2016 Kazuyoshi Akiyama (Chefdirigent ab 1998, Musikdirektor ab 2004)[1]
- 2017–heute Shimono Tatsuya

## Diskographie (Auswahl)
- 2008 Scheherazade unter Leitung von Kazuyoshi Akiyama mit Werken von Rimsky-Korsakow, Khatschaturjan Spartakus und Rachmaninow Vocalise, FOCD9400
- 2010 Sibelius Sinfonie Nr. 2 unter Leitung von Kazuyoshi Akiyama, FOCD6001
- 2013 Jaken Mozart (「じゃけん！モーツァルト」), unter der Leitung von Watanabe Kazumasa, ARCD2
- 2016 Hiroshima Symphony Orchestra und Volkhard Steude, Werke von Mozart, Mendelsohn und Mozart, WWCC-7814[4]